# Cerithiopsis ingens
Cerithiopsis ingens är en snäckart som först beskrevs av Bartsch 1907.  Cerithiopsis ingens ingår i släktet Cerithiopsis och familjen Cerithiopsidae. Inga underarter finns listade i Catalogue of Life.